# Francesco Positano
Francesco Positano (Noci, 1889 – Selaclacà, 29 febbraio 1936) è stato un militare italiano, insignito della medaglia d'oro al valor militare alla memoria nel corso della guerra d'Etiopia.

## Biografia
Nacque a Noci, provincia di Bari, nel 1889, figlio di Francesco Saverio Positano e di Giuditta Nardone. Arruolatosi nel Regio Esercito, nel marzo 1911 fu nominato sottotenente di complemento ed assegnato al 9º Reggimento fanteria della Brigata Regina. Nel mese di aprile dell'anno successivo partiva volontario per la Libia in forza all'89 Reggimento fanteria. Rimase sei anni in colonia dove si distinse per le sue qualità militari, ottenendo la nomina a sottotenente in servizio permanente effettivo ed un encomio per la sua opera svolta nel servizio trasporti nella zona di Homs. Rientrato in Patria alla fine del 1917 con il grado di capitano, partecipò alla prima guerra mondiale con il 41º Reggimento fanteria combattendo sul fronte italiano. Decorato di medaglia d'argento e croce di guerra al valor militare, dopo la smobilitazione conseguente al termine delle ostilità venne assegnato al Ministero della guerra dove ricevette un altro encomio dallo Stato Maggiore Centrale. Dall'ottobre 1924 operò come istruttore presso il Collegio Militare di Roma. Promosso maggiore nel 1926 fu trasferito al 70º Reggimento fanteria e nell'aprile 1934 passò in servizio al 20º Reggimento fanteria con il grado di tenente colonnello. Nel febbraio 1935 fu assegnato, a domanda, alla 19ª Divisione fanteria "Gavinana" mobilitata per le esigenze legate allo scoppio delle ostilità con l'Impero d'Etiopia, dove assumeva il comando del I Battaglione dell'84º Reggimento fanteria col quale il 6 ottobre, passato il Mareb, entrava per primo in Adua come avanguardia della Divisione. Cadde in combattimento a Selaclacà il 29 febbraio 1936 e fu insignito della medaglia d'oro al valor militare. Una scuola di Noci porta il suo nome.

### Fonti
1. 1 2 3 4 5 6 7 8  Combattenti Liberazione.
2. 1 2 3  Gruppo Medaglie d'Oro al Valor Militare 1965, p. 159.
3. ↑   Medaglia d'oro al valor militare Positano, Francesco, su quirinale.it, Quirinale. URL consultato l'11 luglio 2021.